# Дзиндзай, Киёси
Киёси Дзиндзай  (яп. 神西 清 дзиндзай киёси ); (15 ноября 1903 года - 11 марта 1957 года) - японский специалист по русской литературе, литературовед, писатель и переводчик.

## Биография
Дзиндзай Киёси родился в Токио в 1903 году в семье чиновника, работника министерства внутренних дел. В 1910 году он поступил в начальную школу Бантё, которая находилась в Кодзимати. После нескольких переездов из одной части Японии в другую в связи с переводом по работе, его отец был командирован к месту службы на Тайвань. Ребенком Киёси учился в японской школе на Тайване. Он был замкнутым и одиноким мальчиком. Его отец умер от малярии в 1912 году.
В 1916 году Киёси поступил в четвёртую среднюю школу префектуры Токио (в настоящее время  средняя школа Тояма). В тот период в результате  второго замужества матери он жил в семье Китамура, у своей тёти по материнской линии. Он начал увлекаться литературой под влиянием своего двоюродного брата Китамуры Хисао. В средней школе он познакомился с Такэямой Митио, с которым затем дружил в течение всей жизни.
В 1920 году, он поступил в первую школу повышенной средней ступени (по старой системе). В новой школе он познакомился с Хори Тацуо, дружбить с которым также продолжал всю свою жизнь. После смерти Хории именно Дзиндзай составил полное собрание его сочинений. На момент поступления в школу, юноша хотел стать архитектором, но потерял интерес к точным наукам и, увлёкся французской символической поэзией. Самостоятельно изучал французский язык. В результате он бросил школу и поступил в Токийский университет иностранных языков на факультет русского языка. В 1925 году, вместе с Такэямой и Хори, он издавал студенческий журнал «Метла» ,в котором пубиковал пьесы, романы и стихи.
После окончания университета, с 1928 по 1929 год, он работал внештатным сотрудником в библиотеке университета Хоккайдо. В апреле 1929 года переехал в Токио и начал работать в издательстве «Дэнки Ниппо». С октября 1929 года по 1932 год он работал в советском торговом представительстве, а затем занялся писательской деятельностью. Помимо переводов, он опубликовал ряд рассказов, в том числе "Снежный ночлег". Позднее он переехал в Камакуру  и прожил там более двадцати лет, до конца своих дней.
Что касается послевоенной литературной деятельности, он участвовал в работе театрального объединения «Кумо-но кай» («Общество облаков»), основанного драматургом Кисидой Кунио, а также в деятельности других объединений, таких как "Бунгакудза", в качестве переводчика пьес Чехова. Принимал участие в собраниях "Хатиноки кай" вместе с Мисимой Юкио, Фукудой Цунэари, Накамурой Мицуо и другими.

## Семья и родственники
У Дзиндзая и его жены Юрико родились две дочери. Старшая дочь, Дзиндзай Ацуко – пианистка, преподает в музыкальном университете Мусасино, в первом муниципальном университете Киото и других японских вузах.

## Смерть
С 1956 года, он лечился от рака языка, но лечение не помогло, и он скончался дома в 1957 году в возрасте пятидесяти трех лет. Его могила находится в храме Токэизди в Яманоути  (в городе Камакура, где он жил до самой смерти.)

## Творчество и достижения
Дзиндзай был переводчиком многих произведений русской литературы, включая произведения Антона Чехова, Ивана Тургенева, Александра Пушкина. Он перевел «Красный цветок» Всеволода Гаршина, а также некоторые произведения французской литературы, например, «Пасторальную симфонию» Андре Жида, и был автором других многочисленных превосходных переводов русской и французской литературы.
Его переводы Чехова, особенно "Вишнёвый сад", "Три сестры" и "Чайка", были использованы во многих постановках, и он был настолько влюблен в Чехова, что решил перевести полное собрание его сочинений. После смерти Дзиндзая полное собрание сочинений Чехова на японском языке оставалось неоконченным, но в последствии его ученик, специалист по русской литературе Икэда Кэнтаро и младшие коллеги – Хара Такуя и другие – завершили работу по редактированию и переводу оставшихся непереведенными произведений.
Когда вышло полное собрание сочинений (всего 16 томов, издательство «Тюокорон-ся»), Мисима Юкио, который также был драматургом, высоко его оценил, сказав, что это предприятие может называться не столько переводом, сколько брачным союзом. Мисима Юкио считал «Снежный ночлег» Дзиндзая Киёси «наиоблее прекрасным произведением среди других» , а Накамура Синъитиро дал самую высокую оценку, сказав, что «эта повесть о войне годов Онин – само совершенство.»

### Награды
- 1937：Награжден 3-й премией Икэтани Синдзабуро за переводческие работы
- 1951：Награжден премией министра образования по поощрению искусств за перевод «Дяди Вани»
- 1958：Награжден премией по культуре издательства «Маинити» за перевод сборника «Пьесы Чехова»

## Произведения
Литературная критика
- «Между поэзией и романом» Издательство «Хакудзицу сёин» 1947
- «Судьба прозы» с комментарием Накамуры Мицуо. Издательство «Дайниппон юбэнкай коданся» 1957

Художественные произведения
- «Капающая вода : Собрание сочинений Киёси Дзинзая» Издательство «Ямамото сётэн», 1942.
- «Стадия выздоровления, Капающая вода, Наблюдающая женщина, Мамы» Издательство «Кадокава сётэн» 1947
- «История о пропавшей луне» Издательтво «Кояма сётэн» 1949
- «Мальчики. Ад. Мамы» Излательство «Дайниппон юбэнкай коданся» 1955
- «Сероглазая»  с комментарием Мисимы Юкио. Издательство «Тюко бунко» 1976
- «Собрание стихотворений Дзинзая Киёси» Издательство «Токио согэнся» 1958
- «Мандала умершего чада и другие произведения» с комментарием Икэути Осаму, серия «Собрание японской фантастики», том 19, Издательство «Кокусёкан кокай» 1993 [2]
- «Снежный ночлег – избранные произведения Дзиндзая Киёси». Составление и комментарий Исиути Тору. Издательство «Минато но хито» 2008

Переводы русской литературы
- Ф.М. Достоевский, «Вечный муж». Издательство «Иванами бунко», 1932;
- А.П. Чехов, «Дама с собачкой». Издательство «Сюнъёдо», 1933
- А.С. Пушкин, «Пиковая дама». Издательство «Иванами бунко», 1933
- И.С. Тургенев, «Проза» , совместный перевод с Икэдой Кэнтаро. Издательство «Иванами бунко», 1933
- А.П. Чехов, «Путешествие в Сибирь и три других рассказа». Издательство «Иванами бунко», 1934 ;
- Ф.М. Достоевский, «Исповедь Ставрогина». Издательство «Сакухинся», 1934;
- «Записные книжки Чехова». Издательство «Сиба сётэн», 1934
- А.П. Чехов, «Дуэль/ Жена». Издательство «Иванами бунко», 1936
- И.С. Тургенев, «Письмо к дочери». Издательство «Ямамото сётэн», 1936.
- В.М. Гаршин  «Красный цветок». Издательство «Иванами бунко», 1937
- Н.С. Лесков «Полное собрание сочинений литература нового мира, Соборяне, хроника”. Издательство «Кавадэ бунко», 1942
- А.С. Пушкин «Повести Белкина». Издательство «Иванами бунко», 1946
- Афанасьев «Тень матери, Сборник русского народного фольклора». Издательство «Кавадэ бунко», 1946
- «Неизвестные шедевры Пушкина». Издательство «Согэйся», 1947
- «Сборник рассказов Пушкина» Издательство «Кадокава сётэн», (1948)
- А.С. Пушкин «Капитанская дочка». Издательство «Иванами бунко», 1948
- Н.С. Лесков, «Бесчувственная любовь». Издательство «Ётокуся», 1949
- Н.С. Лесков, «Соборяне». Издательство, «Сисакуся», 1949
- Н.С. Лесков, «Жемчужное ожерелье». Издательство «Иванами бунко», 1951
- Ф.М. Достоевский, «Униженные и оскорбленные», совместный перевод с Накадзавой Ёсихико. Издательство «Кадокава сётэн», 1951
- «Сборник русских любовных романов». Издательство «Ханэда сётэн», 1951
- И.С. Тургенев, «Первая любовь». Издательство «Синтёся», 1952
- А.С. Пушкин, «Дубровский». Издательство «Кадокава сётэн», 1952А.П. Чехов, «Дядя Ваня». Издательство «Кавадэ сёбо», 1952
- П.П. Бажов.  «Каменный цветок». Полное собрание мировой литературы для мальчиков и девочек. Издательство «Согэнся» 1953
- А.М. Горький.  «На дне». Издательство «Кавадэ сёбо» 1954
- М.Л. Слоним.  «История русской литературы», совместный перевод с Икэдой Кэнтаро. Издательство «Синтёся» 1957
- М.Л. Слоним. Советская литературная история, совместный перевод с Икэдой Кэнтаро.  Издательство «Синтёся» 1958
- А.П. Чехов. «Чайка・Дядя Ваня». Издательство «Синтёся» 1967
- « Из «Сочинения Пушкина, романы».  Полное собрание сочинений,  4 том, . Издательство «Кавадэ сёбо» 1972.

Переводы французской литературы
- Андре Жид, «Пасторальная симфония», совместный перевод с Хори Тацуо, Полное собрание сочинений. Издательство «Кэнсэцуся» 1935
- Жак Шардон «Романески». Издательство «Сэйдзися», 1946
- Жак Шардон, «Размышления о любви». Издательство «Синтёся», 1951
- Марсель Ерар, «История русской литературы». Издательство «Хакусуй-ся», серия «Кусэдзю» 1952

## Сноски
- Страница произведений автора на сайте "Аодзора бунко" (яп.)（青空文庫）